# Д’Астье де ла Вижери, Эммануэль
Барон Эммануэль д’Астье де ла Вижери (фр. Emmanuel d'Astier de La Vigerie; 6 января 1900 — 12 июня 1969) — французский общественный и государственный деятель, писатель
, поэт, журналист, борец за мир. Министр внутренних дел временного правительства Франции (1944—1946). Вице-председатель Всемирного Совета Мира (с 1955).
Активный участник Движения Сопротивления Франции в годы Второй мировой войны.
Лауреат Международной Ленинской премии «За укрепление мира между народами» (1957).

## Биография
Брат Франсуа Д’Астье де ла Вижери, военного и государственного деятеля.
Обучался в парижском Лицее Кондорсе и в Военно-морской академии. В 1920-х годах занимался журналистикой, писал стихи. Был связан с интегралистским и монархическим журналом «Action Française», но после гражданской войны в Испании (1936—1939) занял левые позиции.
Участник Второй мировой войны. В 1939—1940 годах служил офицером военной разведки в Военно-морских силах Франции. Во время оккупации Франции немцами (июнь 1940 — конец 1944 годов) был одним из организаторов и руководителей французского Движения Сопротивления.
В Клермон-Ферране сформировал группу сопротивления La Dernière Colonne, позже известную как Либерасьон-Сюд (Libération-Sud). В 1941 году группа совершила две диверсии на железнодорожных станциях в Перпиньяне и Каннах. В феврале члены группы организовали распространение 10 000 пропагандистских антифашистских листовок, выпускали подпольную газету «Освобождение» (Libération).
С мая 1943 года — член Национального совета Движения Сопротивления; одновременно с июня 1943 до конца 1944 года — комиссар по внутренних делам во Французском комитете национального освобождения, сформированном генералом Шарлем де Голлем в Алжире. Присоединился к движению «Сражающаяся Франция».
После освобождения страны 1944—1945 годах — депутат Консультативной ассамблеи, в октябре 1945 — октябре 1946 годов — депутат Учредительного, а с 10 ноября 1946 до начала ноября 1958 года — Национального собрания Франции. Выступал как союзник Французской коммунистической партии по списку Республиканского союза Сопротивления (Union républicaine et résistante), а затем Прогрессивного союза (Union progressiste)
С начала 1949 года — член Бюро французского Движения сторонников мира. В апреле 1949 года был избран членом Постоянного комитета Всемирного конгресса сторонников мира (Париж — Прага).
С ноября 1950 года — член Всемирного Совета Мира (ВСМ), с января 1955 до мая 1959 года — вице-председатель Всемирного Совета Мира, с мая 1959 года — член Президиума Всемирного Совета Мира.
После подавления венгерского восстания 1956 г., осудил руководство Советского Союза, Никиту Хрущёва и разорвал связи с коммунистами.
Его жена Любовь была дочерью большевика Леонида Красина, их дети Кристоф д’Астье де Ла Вижери и Жером д’Астье де Ла Вижери.
Похоронен на кладбище Арронвиля.

## Творчество
Автор романов «Семь дней» («Sept jours», 1945) — о капитуляции Франции в 1940 г. и Движении Сопротивления, «Семь дней в изгнании» («Sept jours en exil», 1946), «Семь раз по семь дней» (1947, рус. пер. 1961), посвящённых борьбе французского народа в годы Сопротивления, «Боги и люди» (1952) — воспоминания о деятельности Комитета национального освобождения и временного правительства, а также романов «Лету нет конца» (1954, рус. пер. 1958) и «Мёд и полынь» («Le miel et l’absinthe», 1957) — романы-хроники о Франции 1947—1954 гг.
Автор слов песни «La Complainte du partisan» («Исповедь партизана» или «Плач партизана», 1943), музыку к которой написала Анна Юрьевна Марли. На английском она стала известна просто как «The Partisan» («Партизан», не путать с другой композицией Марли — «Песней партизан») и была записана такими исполнителями, как Леонард Коэн, Баффи Сент-Мари и подруга семьи Д’Астье де ла Вижери и Красиной — Джоан Баэз.

## Награды
- Кавалер Ордена Почётного легиона
- Военный крест 1939—1945 годов
- Орден Освобождения (Франция)
- Медаль Сопротивления (Франция)
- Международная Ленинская премия «За укрепление мира между народами» (1957)